# Imprimación
La imprimación o imprimatura es el proceso por el cual se adecúa una superficie para su posterior pintado. A la superficie ya imprimada se le llama soporte pictórico. Los soportes más usuales en la historia han sido: paredes (pintura al fresco o murales), tablas de madera, lienzos y pergamino o papel.

## Proceso
Han sido muchos y muy diversos, a lo largo de la historia, los procesos que se han seguido para conseguir una superficie pictórica adecuada para pintar. Cada proceso seguía unas normas que por lo general correspondían a la superficie a tratar y a los medios disponibles en cada región así como a la técnica con la que posteriormente se realizaría la pintura.
Un ejemplo de esto es Giorgio Vasari (1511-1574), arquitecto y pintor teórico del arte italiano que en su obra Le Vite describe un método de imprimación para un muro para posteriormente pintar con óleo:

Primero se satura la superficie del enlucido con varias capas de aceite cocido, hasta llegar al punto en que la pared ya no absorba más. Cuando está la superficie seca se aplica una capa de blanco de plomo, de aceite, de amarillo de plomo y de arcilla refractaria. Se dan las últimas capas con polvo de mármol muy fino y cal, más una aplicación de aceite de lino. Para terminar, se extiende una mano de pez griega.

## Métodos

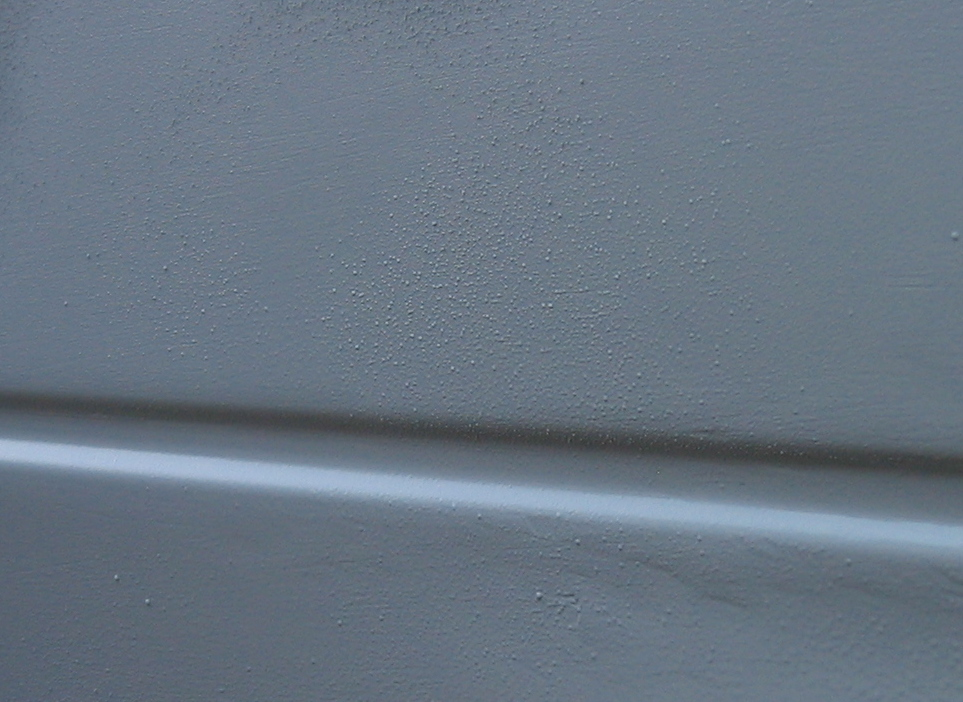
Primer como capa adhesiva y el sello de aire de la carrocería del automóvil

Existen diversos métodos de imprimación. Los más conocidos son:
- Imprimación a la creta
- Imprimación a la media creta
- Imprimación al óleo
- Imprimación a la caseína
- Imprimación acrílica

## Imprimación a la creta
También conocida como imprimación de yeso, sin aceite o imprimación seca (magra), para llevarla a cabo se requiere cola de conejo troceada y reposada durante al menos 12 horas en agua destilada, blanco de España y blanco de zinc o de titanio.
La imprimación a la creta proporciona un buen tono de color brillante. Como se puede deducir de los diferentes nombres, este tipo de fondo es una imprimación y de absorción, libre de aceite. Esta es quizás la forma más fácil y directa que puede ser preparada por un pintor de forma práctica.
Primeramente se diluye a baño maría la cola de conejo y se separa una pequeña parte, que será distribuida como una capa delgada sobre el lienzo virgen, frotando con insistencia, asegurándose de que penetre bien y cubra toda la superficie. Posteriormente se mezclan de forma homogénea los pigmentos (Blanco de España y Blanco de zinc o de titanio) con agua destilada y una vez eliminados todos los grumos se añade la cola restante del baño maría, se remueve con regularidad hasta formar una pasta uniforme y se aplica sobre el soporte, una vez allá secado. Por lo general se suelen dar de 3 a 4 pasadas por soporte.

## Imprimación a la media creta
Empleada principalmente para soportes rígidos, para llevarla a cabo se requiere cola de conejo troceada y reposada durante al menos 12 horas en agua destilada, blanco de España, blanco de zinc o de titanio y aceite linaza purificado y/o Barniz Dammar (previamente batida —opcionalmente— con una yema de huevo).
Primeramente se diluye a baño maría la cola de conejo y se separa una pequeña parte, que será distribuida como una capa delgada sobre el lienzo virgen, frotando con insistencia, asegurándose de que penetre bien y cubra toda la superficie. Posteriormente se mezclan de forma homogénea los pigmentos (Blanco de España y Blanco de zinc o de titanio) con agua destilada. Una vez eliminados los grumos se incorpora el aceite de linaza rectificado y/o Barniz Dammar hasta amalgamar el compuesto y se añade la cola restante del proceso previo. Se remueve con regularidad hasta formar una pasta uniforme y se aplica sobre el soporte, una vez allá secado. Por lo general se suelen dar de 3 a 4 pasadas por soporte.